# Katedra św. Marcina w Leicesterze

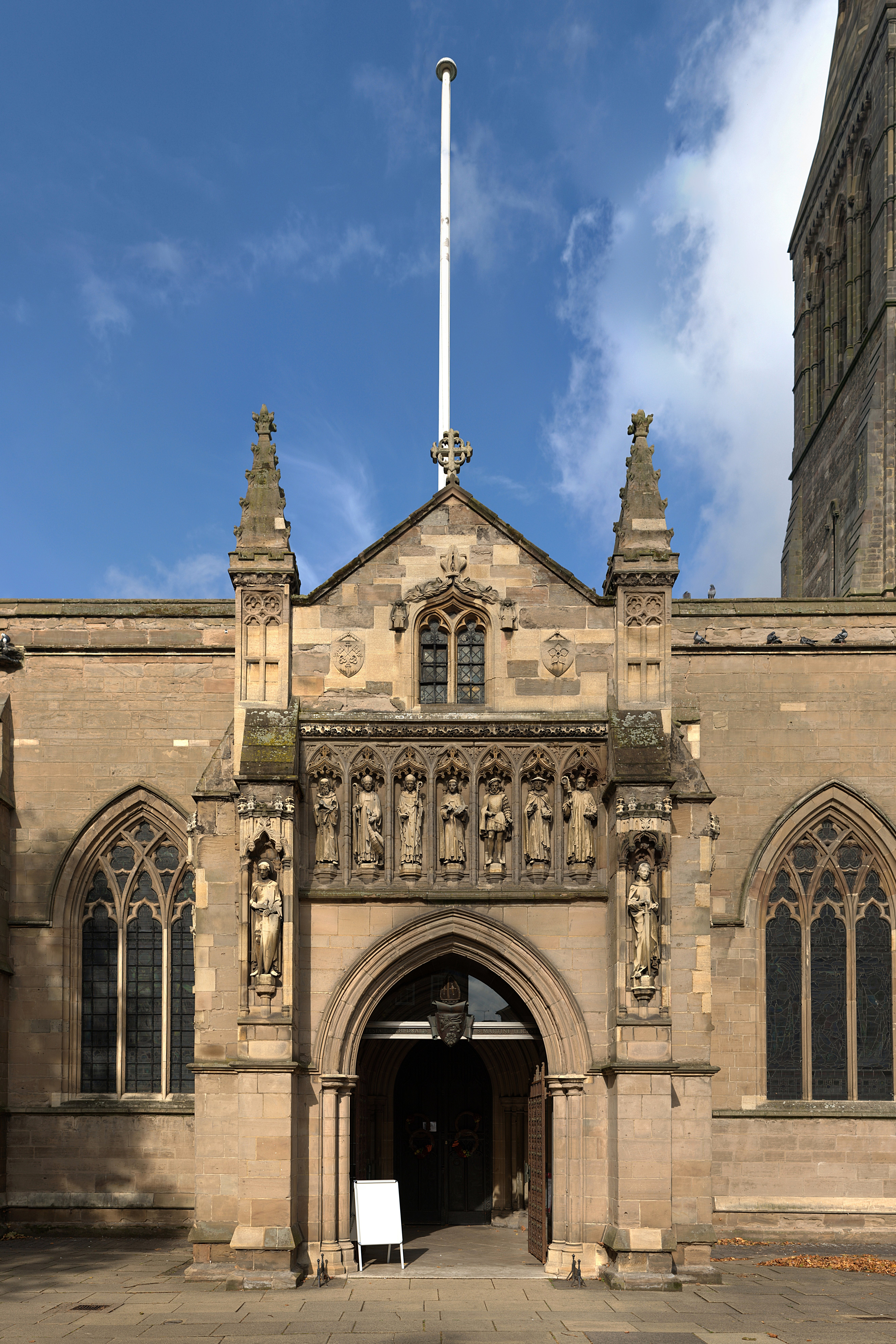
Wejście do katedry od strony wschodniej

Katedra św. Marcina w Leicesterze (ang. Leicester Cathedral, Cathedral Church of St Martin) – katedra pod wezwaniem świętego Marcina w Leicesterze położona w centrum miasta w Wielkiej Brytanii między ul. Guildhall, St. Martins East, St. Martins West.
Siedziba Biskupa Leicesteru. Obok katedry od strony południowej znajduje się niewielki cmentarz oraz Guildhall.
Katedra posiada trzy oddzielne kaplice: św. Katarzyny, św. Jerzego oraz św. Dunstana.
Katedra wielokrotnie przebudowywana, odnawiana w latach 1086–1867.
Katedra jest zabytkiem brytyjskim klasy II, składającym się z prezbiterium oraz z trzech małych kaplic. W 1862 r. została dobudowana iglica przez wiktoriańskiego architekta Rafała Brandona.
26 marca 2015 roku odbyła się ceremonia powtórnego pochówku Króla Ryszarda III. Szczątki króla złożono w katedrze św. Marcina w Leicesterze, w obecności członków rodziny królewskiej, dygnitarzy i przywódców religijnych. Uroczystości pogrzebowe miały charakter ekumeniczny, anglikańsko-katolicki, ponieważ do rozłamu kościoła w Anglii doszło już po śmierci króla. Liturgii przewodniczyli anglikański arcybiskup Canterbury, Justin Welby i katolicki Prymas Anglii i Walii, kard. Vincent Nichols.

## Galeria Katedry

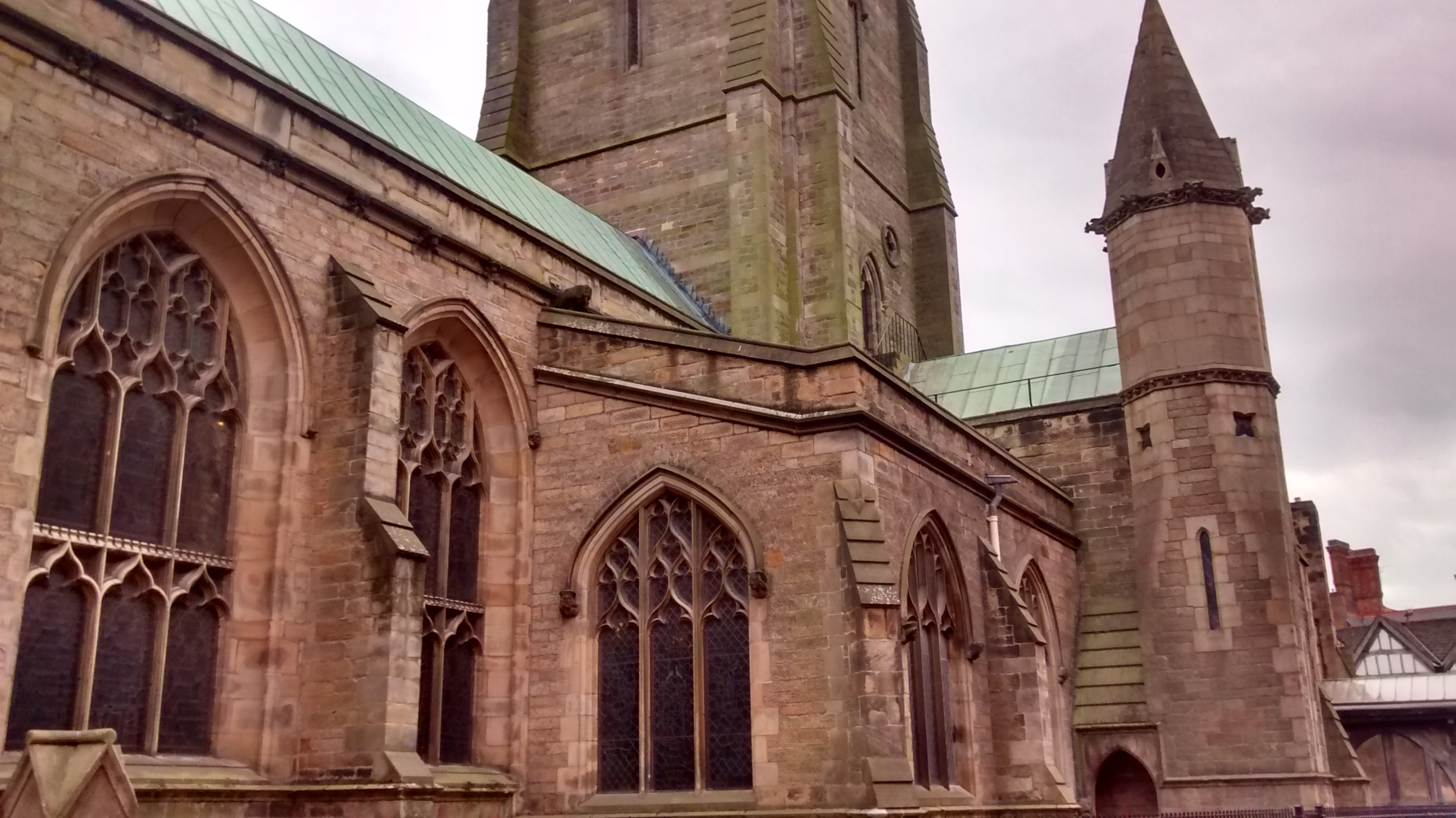
Katedra od strony północnej
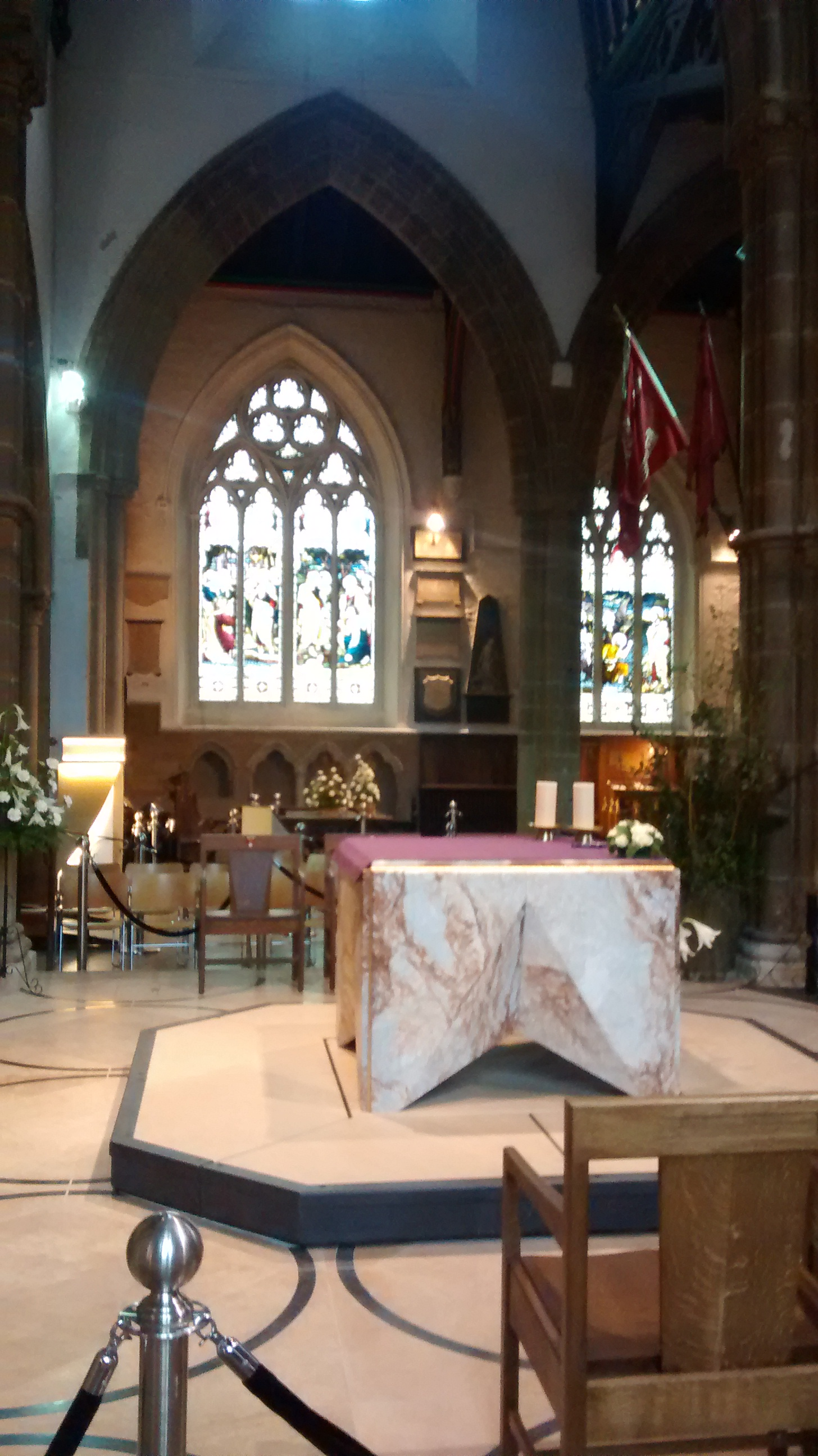
Wnętrze Katedry
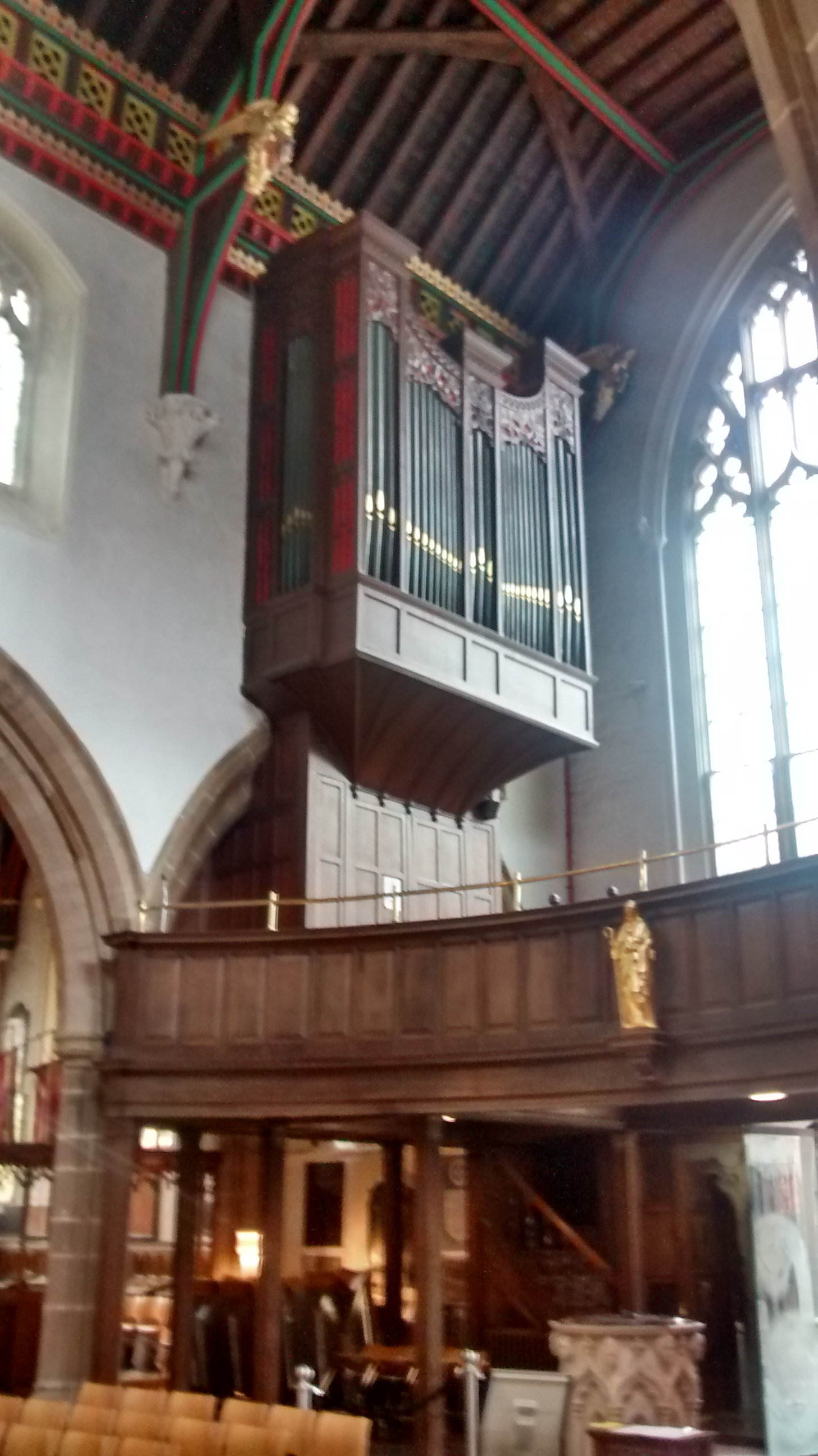
Organy od strony wschodniej katedry
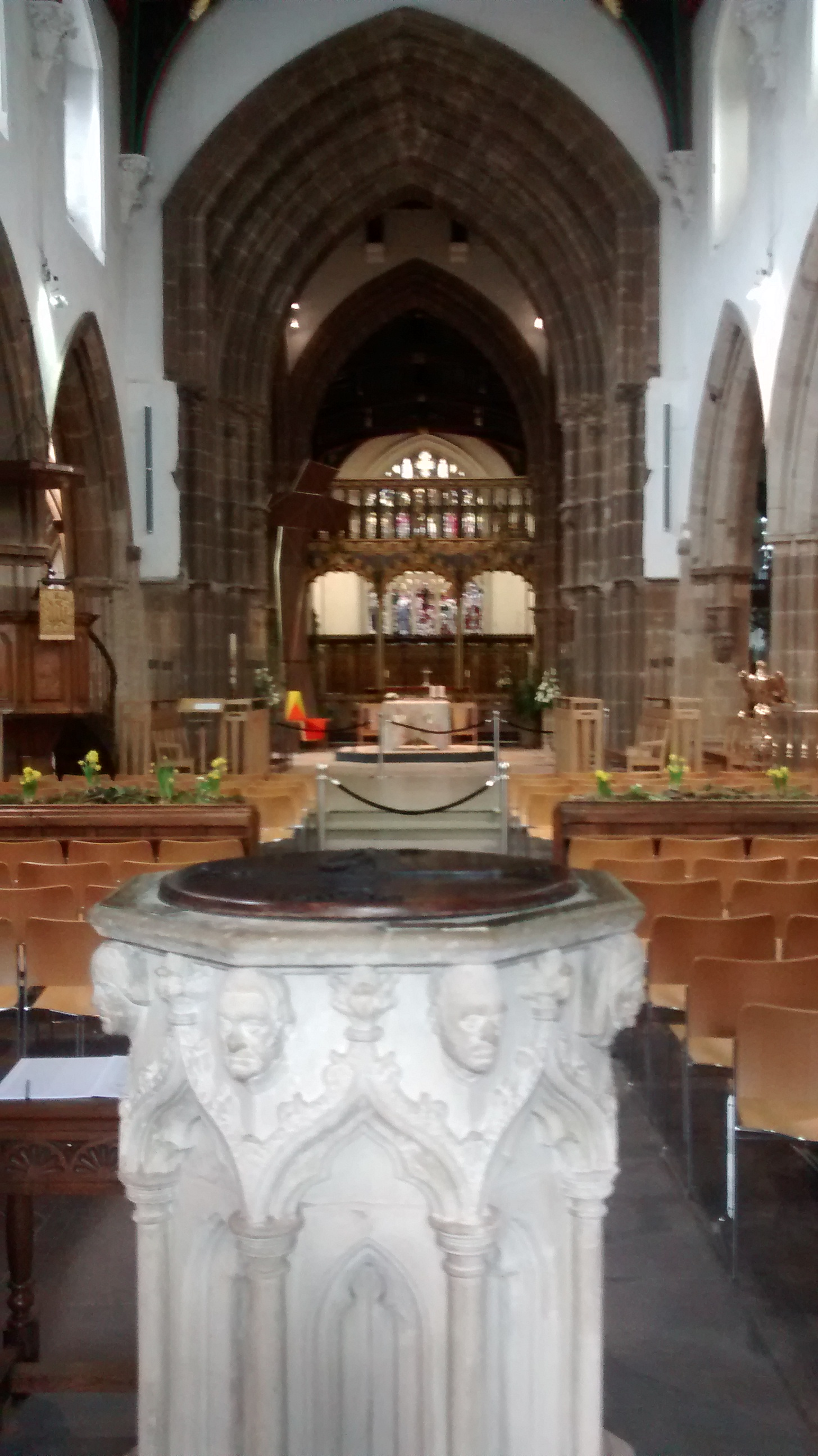
Katedra od wejścia południowego
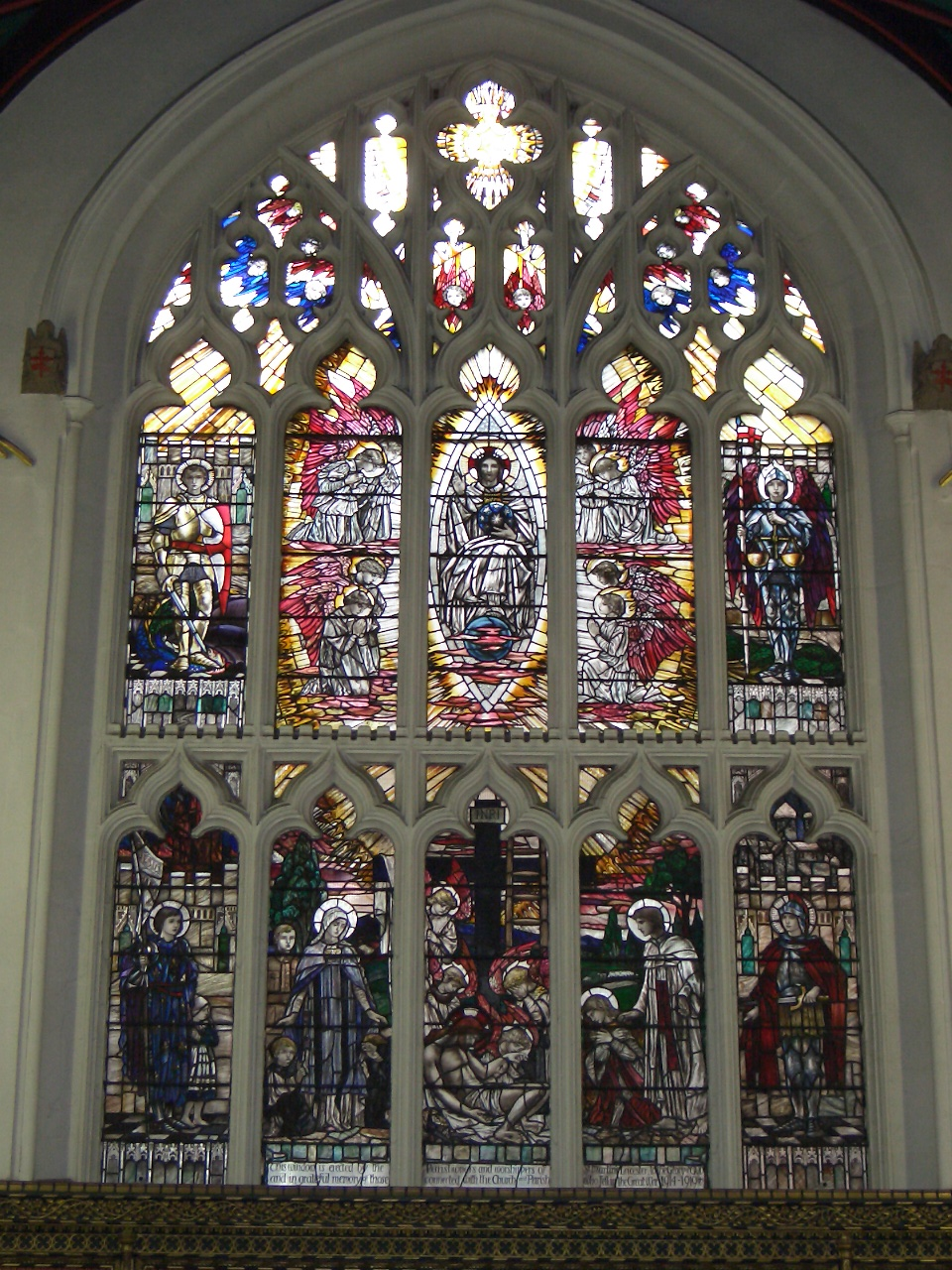
Witraże w oknie od strony wschodniej
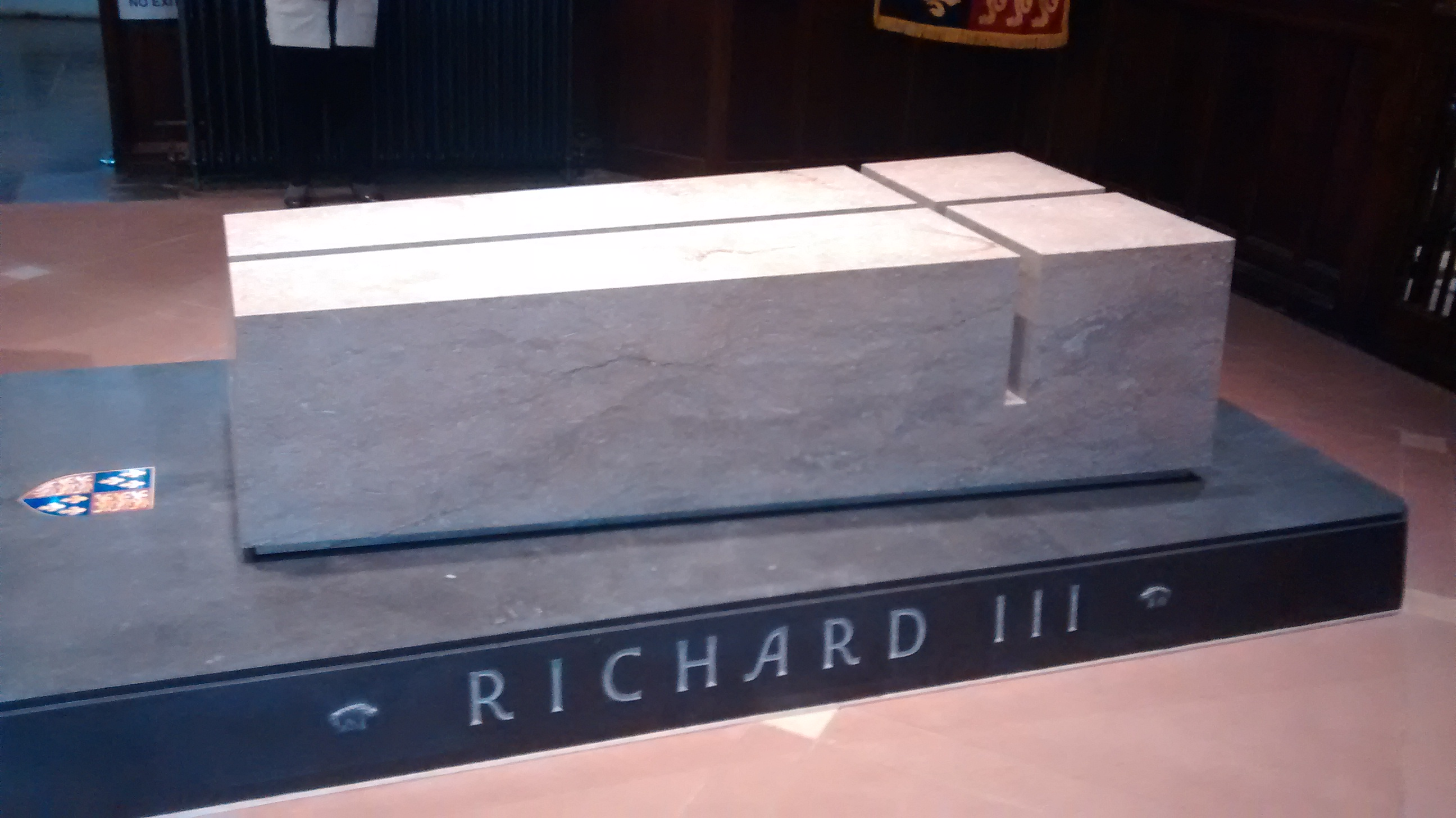
Sarkofag Króla Ryszarda III
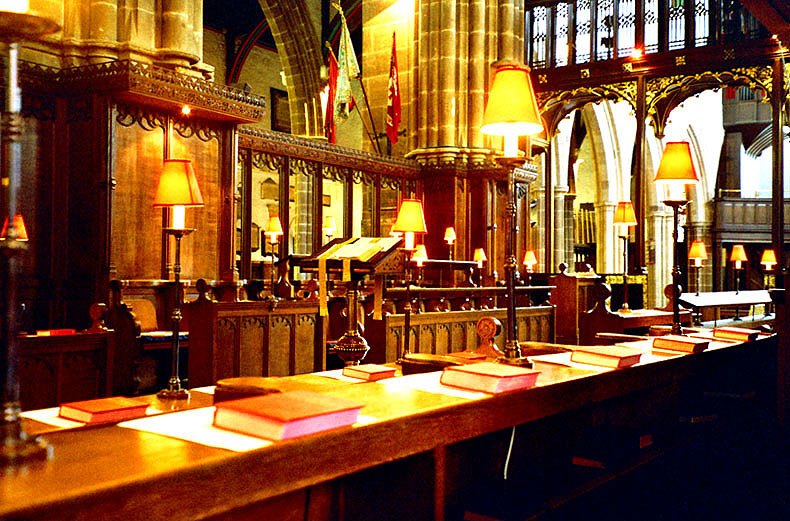
W środku Katedry
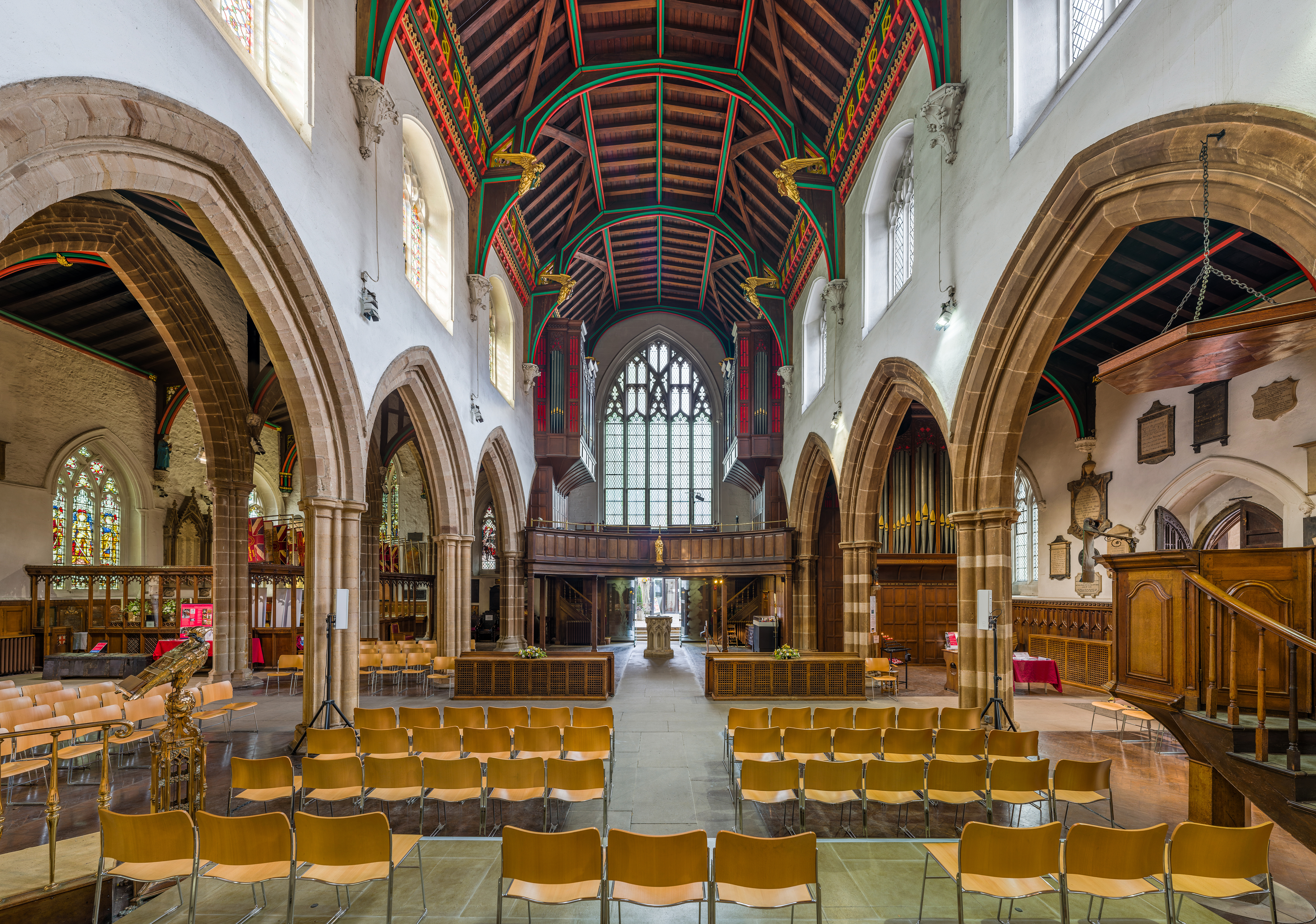
Wnętrze Katedry
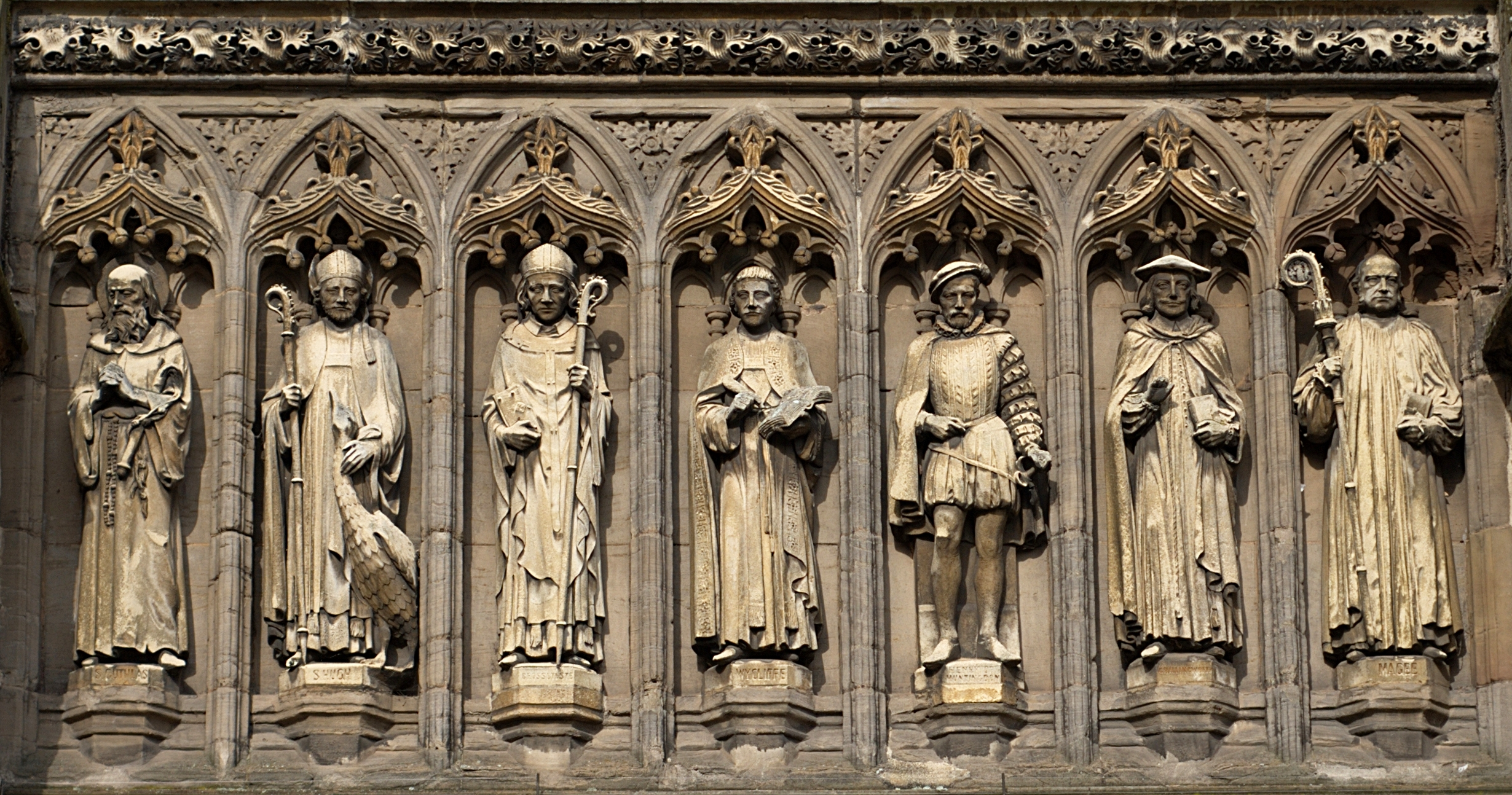
Rzeźby
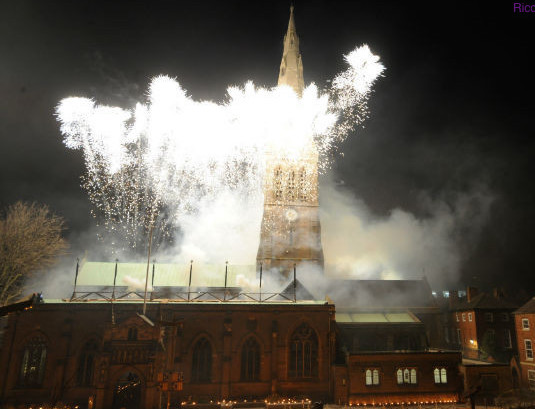
Pokaz sztuczych ogni przy Katedrze